# Führerhauptquartier Brunhilde

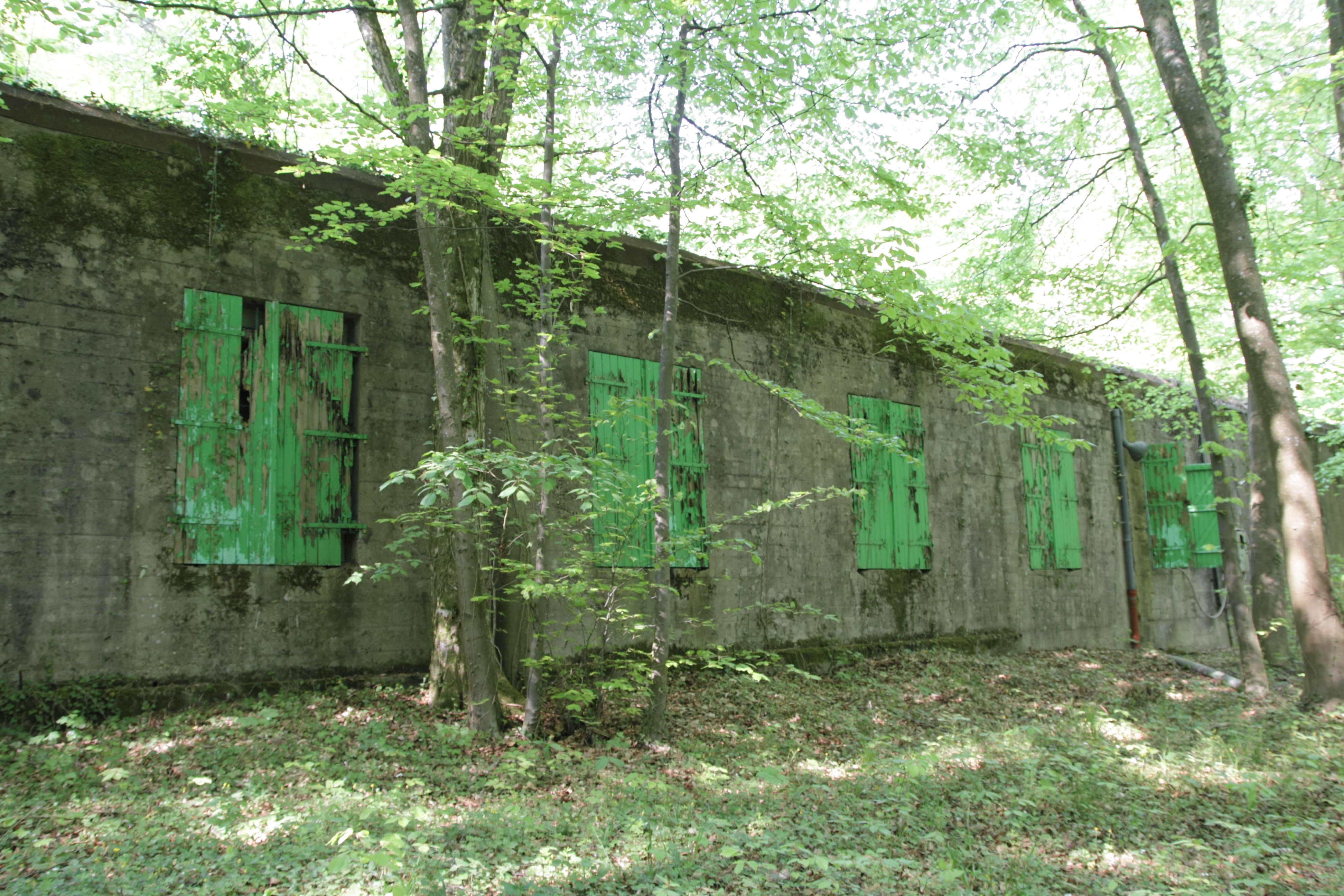
Überreste (2011)

Das Führerhauptquartier Brunhilde (auch unter dem Decknamen „Zigeuner“ bekannt) wurde im Zweiten Weltkrieg bei Arsweiler nahe Diedenhofen im CdZ-Gebiet Lothringen errichtet. Große Teile der Anlage sind bis heute erhalten. Die Anlage wurde innerhalb vorhandener Tunnel der Maginot-Linie errichtet und umfasste ein Tunnelgebiet von 15.300 Quadratmetern. Die Anlage war dafür ausgelegt, sowohl Hitler und seinen Führungsstab als auch Heinrich Himmler und das OKH aufzunehmen. Das ganze Areal wurde durch eine Schmalspureisenbahn erschlossen. Oberirdisch wurden einige hölzerne Baracken sowie zwei größere Bunker errichtet. Einer dieser Bunker entspricht von der Bauart her dem Führerbunker Wolfsschlucht 2 in Margival bei Soissons.